# 金沙镇 (闽清县)
金沙镇是中国福建省福州市闽清县下辖的一个镇。

## 行政区划
金沙镇下辖以下地区：
金沙社区、鹤墩村、鹤林村、沃头村、光辉村、三太村、广峰村、前坑村、溪头村、下林村、墘面村、上演村、东坑村、云际村、宝峰村、城门村、古洋村、重坑村和巫岭村。

## 文物保护单位
金沙镇境内有闽清县第四批文物保护单位金沙堂和第七批文物保护单位溪头林氏宗祠。